# Gaeliska språk

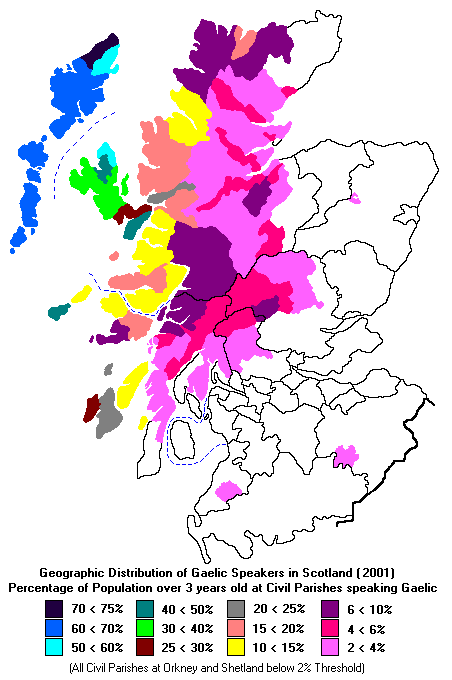
En karta över andelen personer i Skottland som talar skotsk gaeliska.

Områden där iriska är förstaspråk

Gaeliska språk (även gäliska eller goideliska) är en keltisk språkgrupp som talats av gaeler på ön Irland i minst 2 000 år och på västra Skottland i minst 1400 år. Gaeliska språk är också en sammanfattande benämning på de tre moderna keltiska språken iriska, skotsk gaeliska och det återupplivade manx.
Iriska är sedan 2007 (efter beslut den 13 juni 2005) ett officiellt språk i EU, och i och med Gaelic Language Act (Scotland) 2005 blev skotsk gaeliska ett officiellt språk i Skottland. Manx räknades som utdött år 1974, då den siste infödde talaren av manx avled. Sedan dess har stora åtgärder vidtagits för att återuppliva språket, och idag växer barn på nytt upp med språket som modersmål. Därför räknas manx precis som hebreiska som ett återupplivat språk.

## Användandet av ordetgaeliska
Iriska och manx går även under benämningen irisk gaeliska och mannisk gaeliska. Dessa termer är inte helt inkorrekta men ofta onödiga eftersom namnen iriska respektive manx/manniska endast refererar till dessa språk. Att över huvud taget använda termen irisk gaeliska är idag för övrigt inkorrekt då språket är erkänt som ett av EU:s officiella språk under namnet iriska. Annat gäller för den skotska gaeliskan, som inte på samma sätt kan använda termen skotska, med risk för förvirring med det germanska språket lågskotska. När enbart namnet Gaelic nämns är det, särskilt i Skottland, ofta skotsk gaeliska som menas. Det kan också vara iriska.
Det gaeliska språket härstammar från det urindoeuropeiska språket, som sedan kom att splittras upp till flera olika språk, däribland de keltiska språken som delas upp i P-keltiska och Q-keltiska språk. P-keltiska språk inbegriper kymriska, korniska, kumbriska och bretonska, medan Q-keltiska språk inbegriper de gaeliska språken.

### Släktträd
Ett gaeliskt släktskapsträd skulle se ut som följer:
- Gaeliska språk
  - Primitiv iriska, Gaeilge Ársa, talat för 2000 år sedan, som utvecklades till:
  - Forniriska, An tSean-Ghaeilge, 700 - 900 e. Kr., som utvecklades till:
  - Medeliriska, Mhéan-Ghaeilge, medeltid, som utvecklades till:
  - Klassisk gaeliska, Gaeilge Chlasaiceach, 1300-1600 som utvecklades till:
    - Iriska, Nua-Ghaeilge, även kallat "irisk gaeliska".[13]
    - Skotsk gaeliska, även kallat enbart "gaeliska".
    - Manx, ibland även kallat "manniska".[14]